# Giuseppe Soldati
Giuseppe Soldati (* 30. Mai 1864 in Neggio; † 20. Januar 1913 ebenda) war ein Schweizer Baumeister, Kaufmann, Apotheker, Unternehmer und Wohltäter.

## Leben
Giuseppe Soldati war Sohn des Arztes Antonio und dessen Ehefrau Giulia geborene Rusca, Bruder von Agostino und Pio. Er heiratete Maria Rizzardi. Nach dem Besuch des Internats Maria Hilf in Schwyz absolvierte er die Knabenberufsschule in Freiburg im Üechtland. 1886 wanderte er in die Vereinigten Staaten aus, wo er im Handel tätig war, und ging dann auf Einladung seines Bruders Silvio nach Buenos Aires, wo er die Leitung der pharmazeutische Fabrik Demarchi und Parodi übernahm, die damals zu den wichtigsten in Lateinamerika gehörte. Überdies gründete er den Nuevo Banco Italiano.
Er erkannte das Entwicklungspotenzial der Stadt und erwarb grosse Grundstücke, die für die Viehzucht bestimmt waren, und schuf die Stadtviertel Villa Lugano und Villa Soldati im Jahr 1908. Zu Beginn des 20. Jahrhunderts kehrte er nach Neggio zurück und war Mitgründer der Società delle Ferrovie Luganesi; zusammen mit seinem Bruder Agostino und dem Anwalt Luigi Balestra. Dort investierte er einen Teil seines angehäuften Vermögens in öffentliche Bauten für das Malcantone, wie 1912 die Lugano-Ponte-Tresa-Bahn oder die Strasse Magliaso-Neggio, und vermachte seiner Region 150'000 Franken.